# جاك ماكونيل
جاك ماكونيل هو مدرس وسياسي بريطاني، ولد في 30 يونيو 1960 في Irvine, North Ayrshire ‏ في المملكة المتحدة. نشط حزبياً في حزب العمال.

## مناصب
- انتخب عضو مجلس اللوردات  [لغات أخرى]‏ وقد انضم خلال فترته النيابية (28 يونيو 2010 – ) للكتلة البرلمانية حزب العمال.
- انتخب Cabinet Secretary for Finance, Employment and Sustainable Growth [الإنجليزية]‏ (17 مايو 1999 – 26 أكتوبر 2000).
- انتخب Cabinet Secretary for Education and Skills [الإنجليزية]‏ (26 أكتوبر 2000 – 22 نوفمبر 2001).
- في الانتخابات النيابية العمومية الاسكتلندية 2007 [الإنجليزية]‏، انتخب عضو البرلمان الاسكتلندي الثالث ‏ عن دائرة Motherwell and Wishaw (Scottish Parliament constituency) [الإنجليزية]‏ وقد انضم خلال فترته النيابية [الإنجليزية]‏ (3 مايو 2007 – 22 مارس 2011) للكتلة البرلمانية حزب العمال الاسكوتلندي [الإنجليزية]‏.
- في الانتخابات النيابية العمومية الاسكتلندية 2003 [الإنجليزية]‏، انتخب عضو البرلمان الاسكتلندي الثاني ‏ عن دائرة Motherwell and Wishaw (Scottish Parliament constituency) [الإنجليزية]‏ وقد انضم خلال فترته النيابية [الإنجليزية]‏ (1 مايو 2003 – 2 أبريل 2007) للكتلة البرلمانية حزب العمال الاسكوتلندي [الإنجليزية]‏.
- في الانتخابات النيابية العمومية الاسكتلندية 1999 [الإنجليزية]‏، انتخب عضو البرلمان الاسكتلندي الأول ‏ عن دائرة Motherwell and Wishaw (Scottish Parliament constituency) [الإنجليزية]‏ وقد انضم خلال فترته النيابية [الإنجليزية]‏ (6 مايو 1999 – 31 مارس 2003) للكتلة البرلمانية حزب العمال الاسكوتلندي [الإنجليزية]‏.
- انتخب عضو المجلس الخاص بالمملكة المتحدة  [لغات أخرى]‏.
- انتخب وزير المالية ‏ (17 مايو 1999 – 26 أكتوبر 2000).
- انتخب Minister for Education, Europe and External Affairs ‏ (26 أكتوبر 2000 – 22 نوفمبر 2001).
- انتخب Leader of the Scottish Labour Party ‏ (22 نوفمبر 2001 – 15 أغسطس 2007).
- انتخب وزير اسكتلندا الأول (22 نوفمبر 2001 – 16 مايو 2007).